# Ci incontreremo ancora un giorno
Ci incontreremo ancora un giorno è il primo album studio della Oi! band Klasse Kriminale, pubblicato nel 1989.

## Formati e ristampe
L'album venne inizialmente stampato su LP dall'etichetta neo-nazista francese Rebelles Européens, successivamente ha avuto le seguenti ristampe
- 1996 su CD dalla "Knock Out Records" insieme all'album Faccia a faccia
- 1998 su Picture Disc dalla "Knock Out Records"
- 1998 su musicassetta dalla "Carry On Oi!" insieme all'album Faccia a faccia

## Tracce
1. Ci incontreremo ancora un giorno
2. Lavoro o rivolta
3. La nostra terra
4. Goal!
5. Costruito in Italia
6. Oi! Fatti una risata
7. Ragazzi come tu & me
8. In piedi sulle rovine
9. Il coniglietto Tippy
10. Noi non moriremo mai
11. James Bond's Girls